# Шпракензель
Шпракензель (нім. Sprakensehl) — громада в Німеччині, розташована в землі Нижня Саксонія. Входить до складу району Гіфгорн. Складова частина об'єднання громад Ганкенсбюттель.
Площа — 83,82 км2. Населення становить 1189 ос. (станом на 31 грудня 2021).

## Галерея

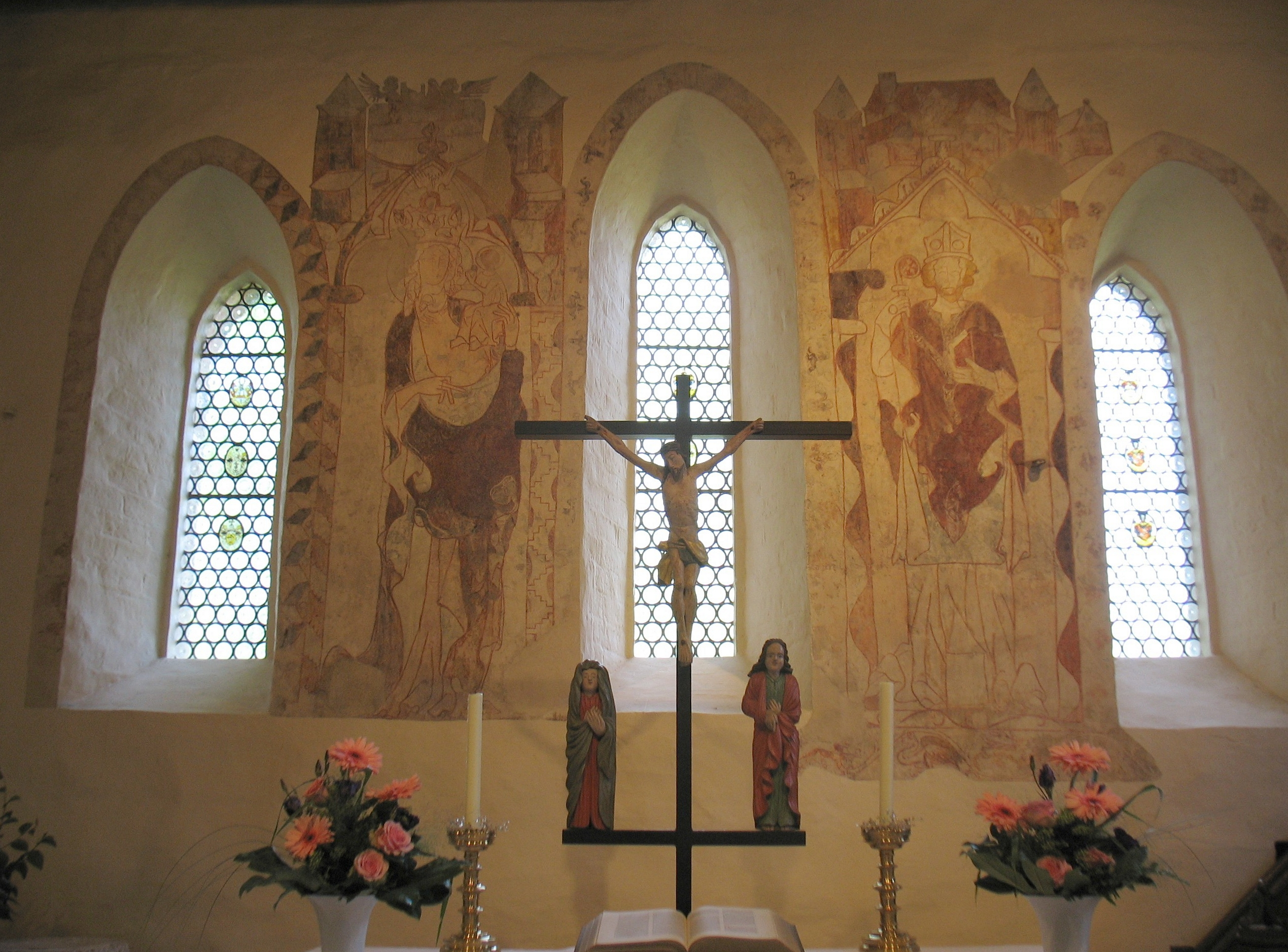
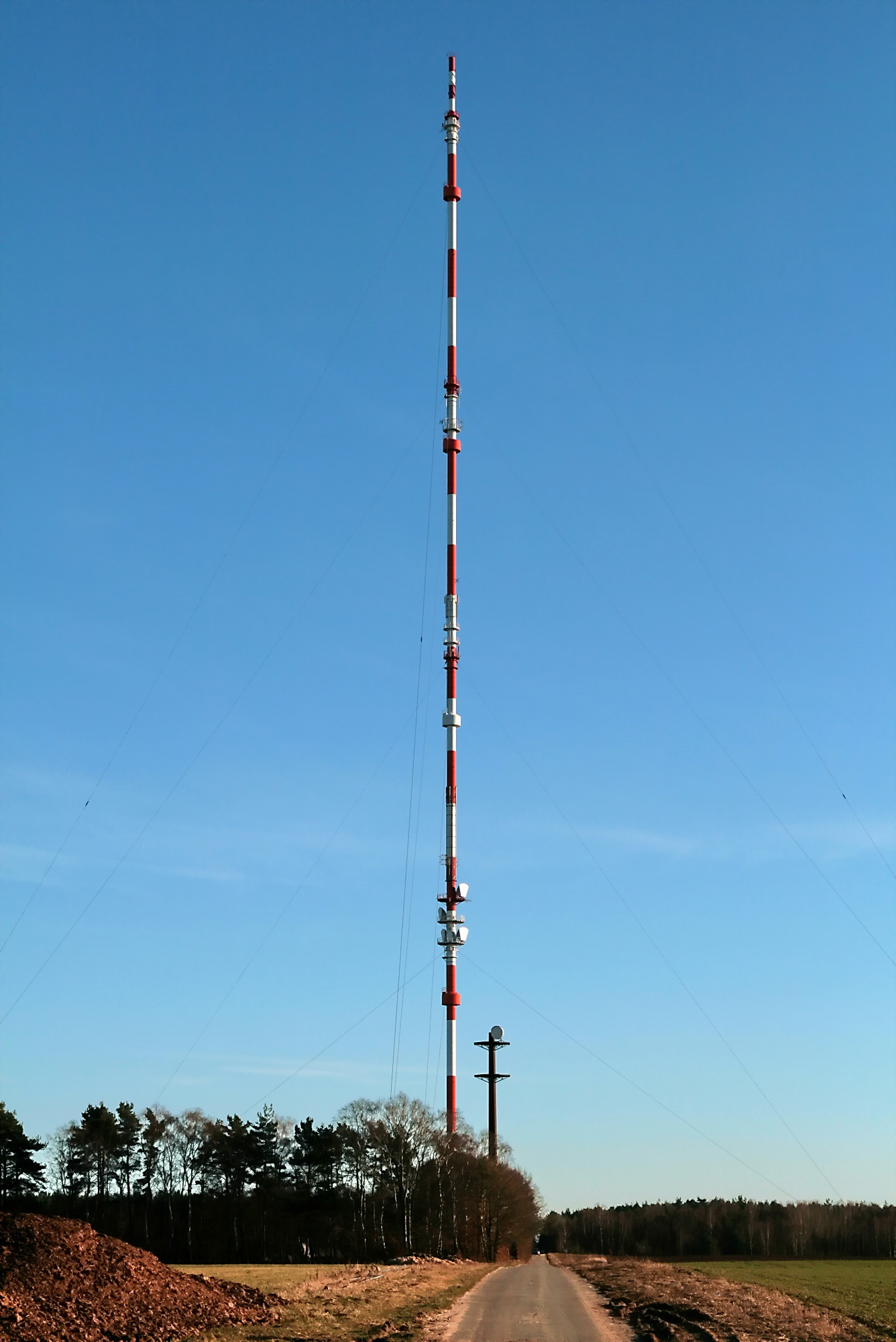